# Sydney Pickrem
Sydney Pickrem (Dunedin, 21 de maio de 1997) é uma nadadora canadense, medalhista olímpica.

## Carreira
Pickrem conquistou a medalha de bronze nos Jogos Olímpicos de Verão de 2020 em Tóquio na prova de revezamento 4×100 m medley feminino, ao lado de Kylie Masse, Maggie Mac Neil, Penny Oleksiak, Taylor Ruck e Kayla Sanchez, com a marca de 3:52.60.